# Павлович Едвард Боніфацій

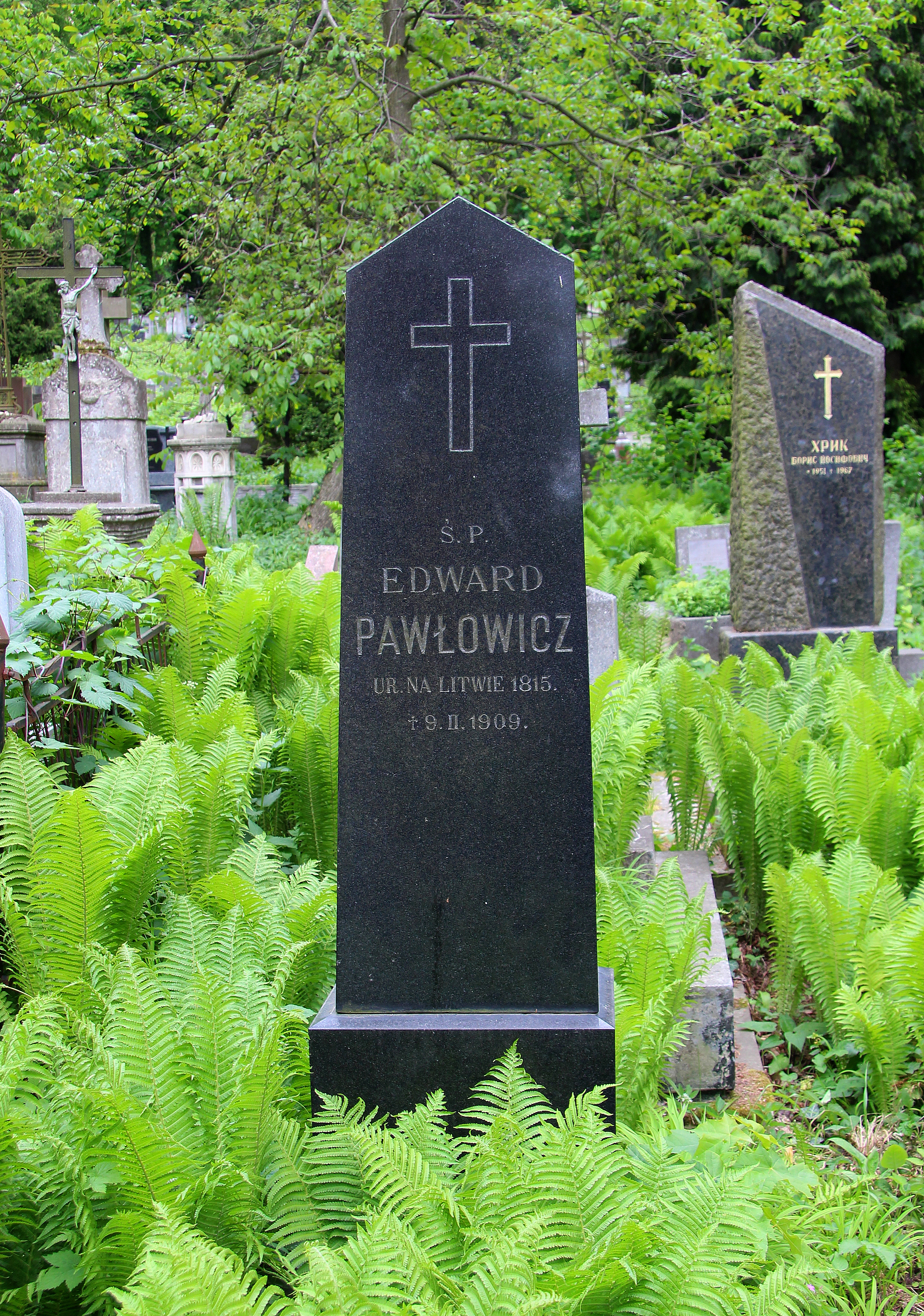

Едвард Павлович (*7 червня 1825, с. Тургелі — †10 лютого 1909, Львів) — польський мемуарист, художник і просвітник. Представник шляхетного роду герба Ясеньчик.
Дитинство провів на Новоґрудщині. Навчався у Жировичах, Слонімі та Слуцьку. У Вільнюсі отримав перші уроки малювання у Канута Русецького й Олександра Рипинського. У 1853 році закінчив Петербурзьку академію мистецтв. З 1859 викладав у Новогрудській гімназії, у 1860 році заснував самодіяльний театр, писав кореспонденції у різні газети. За участь у повстанні 1863—1864 років був засланий вглиб Росії. До 1867 року жив у центрі України — Катеринославі (нині м. Дніпро). 1867 року повернувся до Новогрудка. З 1870 року мешкав у Львові, де підготував і видав каталоги фондів музею Любомирських. Писав спогади, серед яких найбільш відомі «Wspomnienia znad Wilii i Niemna».
Помер у Львові , похований на полі № 10 Личаківського цвинтаря.